# Nothing Without You (chanson)
Singles de Ami Suzuki
White Key
(1998) Don’t Leave Me Behind …
(1999)
Nothing Without You est le 5e single de Ami Suzuki sorti en 1999.

## Présentation
Le single sort le 17 février 1999 au Japon sous le label True Kiss Disc de Sony Music Japan, coécrit et produit par Tetsuya Komuro. Il ne sort que deux mois après le précédent, White Key. Il atteint la 3e place du classement de l'Oricon. Il se vend à 221 300 exemplaires la première semaine, et reste classé pendant 8 semaines, pour un total de 411 000 exemplaires vendus durant cette période. C'est le 4e single le plus vendu de la carrière de chanteuse, derrière Be Together, White Key et Our Days.
La chanson-titre a été utilisée comme thème musical pour une campagne publicitaire pour le jeu vidéo Monster Rancher 2 (alias Monster Farm 2). Komuro en a cette fois seulement écrit la musique, les paroles étant de Marc Panther, son compère du groupe globe. Elle figurera sur le premier album de la chanteuse, SA qui sort le mois suivant, puis sur sa compilation FUN for FAN de 2001. 
Le single contient aussi une version remixée de la chanson-titre, et sa version instrumentale.

## Liste des titres
Toutes les paroles sont écrites par MARC, toute la musique est composée par Tetsuya Komuro, arrangée par Komuro & Cozy Kubo.
| 1. | Nothing Without You                                  | 4:33 |
| 2. | Nothing Without You (remix)                          | 4:00 |
| 3. | Nothing Without You (TV Mix) (version instrumentale) | 4:35 |